# Ectemnius cavifrons
Espèce
Ectemnius cavifrons est une espèce d'insectes hyménoptères de la famille des crabronidés, du genre Ectemnius.